# Ґеорґ Нессельман
Ґеорґ Нессельман (24 лютого 1811, Фюрстенау, Пруссія, — 7 січня 1881, Кенігсберг, Німеччина) — німецький орієнталіст, філолог та історик математики.
У 1843 році став екстраординарним, а в 1859 році ординарним професором арабістики і санскриту в Кенігсберзькому університеті.
Автор словників литовської («Wörterbuch der littauischen Sprache», Кенігсберг, 1851) і прусської («Thesaurus linguae prussicae», Берлін, 1865) мов. Автор перекладу творів К. Донелайтиса німецькою. Упорядкував збірку «Литовські народні пісні» німецькою «Lithuanische Volkslieder etc.» (Берлін, 1853). Також робота «De nom. et verb. с. pronom. inter. compos. in ling. Sanscr. usitat» (Кенігсберг, 1838).
Вважається, що він в 1845 році вперше вжив термін «балти».

## Основні праці
- Versuch einer kritischen Geschichte der Algebra  [Архівовано 4 листопада 2012 у Wayback Machine.]
- Wörterbuch der littauischen Sprache, Gebrüder Bornträger, Königsberg 1851.  [Архівовано 4 листопада 2012 у Wayback Machine.]
- Littauische Volkslieder, gesammelt, kritisch bearbeitet und metrisch übersetzt, Dümmler, Berlin 1853.  [Архівовано 4 листопада 2012 у Wayback Machine.]
- Thesaurus linguae prussicae, 1873, Reprint 1969.
- Die Sprache der alten Preußen an ihren Überresten erläutert, 1845.
- Ein deutsch-preußisches Vocabularium aus dem Anfange des 15. Jahrhunderts. In: Altpreußische Monatsschrift Bd. 4, Heft 5, Königsberg 1868.